# Hispanomeryx
Hispanomeryx és un gènere de mamífers prehistòrics de la família dels cérvols mesquers (Moschidae) que visqueren durant el Miocè a Euràsia. El gènere fou descrit l'any 1981 per Morales et al. i durant tres dècades només se'n conegueren espècies trobades a jaciments espanyols (a més d'unes restes fòssils mal conservades descobertes a Turquia que encara no han estat assignades a cap espècie). Tanmateix, el 2011 un equip de científics que incloïa un investigador de l'Institut Català de Paleontologia Miquel Crusafont descrigué una espècie xinesa a partir de material trobat per paleontòlegs del Museu Americà d'Història Natural el 1930.